# Chilemutilla aielloae
Chilemutilla aielloae  (лат.) — вид ночных ос-немок рода Chilemutilla из подсемейства Sphaeropthalminae. Эндемик Чили (Кокимбо, Samo Alto). Длина тела 6,5 мм. Голова, мезосома и 1-й и 7-й метасомальные сегменты коричневато-оранжевые, другие сегменты брюшка в основном от коричневого до чёрного, ноги желтоватые. Тело покрыто беловатыми волосками. Оцеллии крупные. Вид был назван в честь панамского энтомолога Аннет Айелло (англ. Annette Aiello, Smithsonian Tropical Research Institute, Панама).